# Алексеев, Семён Александрович
Семён Александрович Алексеев (12.04.1912, Москва — 26.02.1990, Москва) — советский учёный, ветеран Советской Армии (1934 — 1970). Инженер-полковник в отставке. Участник Великой Отечественной войны. Доктор технических наук (1957), профессор. «В 1955—1960 годах разработал основные положения теории мягких оболочек и сформулировал основные типы задач этой теории».

## Биография
Родился 30 марта (12 апреля) 1912 года в Москве в семье из купеческого рода Алексеевых. Отец, Александр Владимирович (1883—1932), племянник (сын родного брата) Константина Сергеевича Алексеева (Станиславского).
Служить начал с 17.11.1934, 31 авиабригада ВВС КВФ.
В 1941 году закончил механико-математический факультет Московского Государственного университета имени М. В. Ломоносова.
С началом Великой Отечественной войны вновь в рядах Рабоче-крестьянской Красной армии. Призван 30.08.1941 Октябрьским РВК город Москва. Направлен на учёбу в Военно-воздушную инженерную академию имени профессора Н. Е. Жуковского. Закончил обучение в 1945 году и был оставлен в адъюнктуре (окончил в 1948 г.). В 1957 году защитил докторскую диссертацию. Инженер-полковник С. А. Алексеев уволен из Вооружённых сил СССР по возрасту Приказом Министра обороны СССР в 1969 году (по архивным данным 15.07.1970).
С 1948 года, после защиты кандидатской диссертации, С. А. Алексеев занимал различные должности в системе вузов и научно-исследовательских институтах ВВС. С 1963 по 1969 г. — начальник кафедры строительной механики ВВИА им. проф. Н. Е. Жуковского, с 1969 года — в Московском высшем техническим училище имени Н. Э. Баумана.
После демобилизации по приглашению Всеволода Ивановича Феодосьева — члена-корреспондента Академии наук СССР, завкафедрой «Космические аппараты и ракеты-носители» на факультете специального машиностроения профессор Семён Александрович Алексеев перевёлся в МВТУ. Здесь занял должность профессора кафедры «Космические аппараты и ракеты-носители» и последнего дня жизни преподавал механику и теорию упругости.
Скончался 26 февраля 1990 года. Похоронен на Введенском кладбище Москвы (участок № 13), рядом с могилами родителей и дочери Константина Сергеевича Станиславского.

## Награды
Ордена Красной Звезды (05.11.1954), Отечественной войны II степени, медали «За Победу над Германией в Великой Отечественной войне 1941—1945 годов» (1945), «За доблестный труд в Великой Отечественной войне 1941—1945 годов» (1945), «В Память 800-летия Москвы» (1947), «30 лет Советской Армии и Флота» (1948), «За боевые заслуги» (15.11.1950), «40 лет Вооруженных Сил СССР» (1957), «Двадцать лет Победы в Великой Отечественной войне 1941—1945 годов» (1965), «50 лет Вооруженных Сил СССР» (1967), «За доблестный труд. В ознаменование 100-летия со Дня рождения Ленина» (1970).